# Voo Bhoja Air 213
O voo Bhoja Air 213 é uma linha regional, que faz a ligação entre as cidades de  Karachi e Islamabad, ambas no Paquistão. Em 20 de abril de 2012, um Boeing 737-236 que efetuava a rota sofreu um acidente, que causou 127 mortes, todos os que seguiam a bordo.
O avião transportava 127 pessoas, sendo 121 passageiros e 6 tripulantes, despenhou-se enquanto aproximava para a aterrissagem no Aeroporto Internacional Benazir Bhutto. Não houve sobreviventes.
O Boieng 737 decolou de Karachi e estava programado para pousar às 19h, horário local, em Islamabad. Os destroços da aeronave foram encontrados a 15 km do aeroporto internacional, em Hussainabad.
Após a queda, a Bhoja Air suspendeu todas as operações no Paquistão. A imprensa do país noticiou que os funcionários do controle de tráfego aéreo não receberam nenhum pedido de socorro por parte dos pilotos.
A investigação dos motivos do desastre - o segundo mais grave em menos de dois anos no país -  foi iniciada e as autoridades do Paquistão impediram que o presidente da companhia aérea, Farooq Bhoja, deixe o país.

## Passageiros e tripulantes
Com exceção de uma vítima, que era norte-americana, todos as outras vítimas eram cidadãos paquistaneses.
| Nacionalidade   | Vítimas     | Vítimas     | Total |
| Nacionalidade   | Passageiros | Tripulantes | Total |
| --------------- | ----------- | ----------- | ----- |
| paquistanesa    | 120         | 6           | 126   |
| norte-americana | 1           | 0           | 1     |
| Total           | 121         | 6           | 127   |